# 高知市立介良中学校
高知市立介良中学校（こうちしりつ けらちゅうがっこう）は、高知県高知市介良乙にある公立中学校。

## 沿革
- 1947年5月1日 - 学制改革に伴い介良中学校として発足する
- 1955年10月13日 - 新校舎の落成式を行う。同月17日に移転する
- 1962年2月10日 - 研究指定による教育研究発表会開催。研究テーマ「学級経営」
- 1967年12月7日 - 高知県教委指定による同和教育研究発表会を開催しり
- 1971年8月12日 - 介良中学校新築工事起工式を行う
- 1972年
  - 2月1日 - 高知市合併により高知市立介良中学校となる
  - 3月1日 - 新築工事一期完成し、翌日移転する
  - 5月26日 - 新校舎落成式を行う
- 1976年1月23日 - 文部省指定同和教育研究発表が行われる
- 1987年11月26日 - 同和教育発表大会（高知市教研・高知市教委・高知市同数指定）が開催される
- 1991年4月8日 - 障害児学級受け入れのため部屋の改修工事を行う
- 2000年11月11日 - 道徳教育発表会（市教委、市教研、市同教指定研究協力校）が行われる
- 2010年4月1日 - 高知県道徳教育重点推進校に指定される（2010 - 2012年）

## 生徒会活動
生徒会では会長・副会長「1年・2年」・書記の執行部ほかに専門委員長（文化、保健、美化、図書、学習）から成り立っていて近年では地域のいたるところに観覧版を立てたり、地区の清掃などに参加など盛んになってきている。

## 行事
PTA食堂や人権コンサートなどがあり文化祭では合唱コンクールや各部の展示。体育祭のパネルなどが掲示される。

## 部活動

### 文化部
- 英語
- 家庭科
- 吹奏楽
- 美術

### 運動部
- バスケ（男・女）
- 剣道
- サッカー
- ハンド
- 野球
- バドミントン
- バレー
- 卓球
- 陸上

## 主な卒業生
- 濱崎陽平 - サッカー選手